# Земельная реформа 1920 года в Латвии
Земельная реформа 1920 года (лат. 1920. gada agrārā reforma Latvijā) была земельной реформой (фактически экспроприацией), проведённой в Латвийской Республике, начиная с 1920 года. Реформа была начата в ходе борьбы за независимость и была полностью завершена в 1937 году: она осуществила национализацию латифундий остзейского дворянства, поделила их на более мелкие земельные наделы, переданные в собственность безземельным гражданам Латвии для ведения фермерского хозяйства хуторского типа. Также был образован фонд резервных земель для государства с целью создания новых поселений, поскольку сельское население страны в тот период быстро увеличивалось. Указ о проведении реформы в Латвии подписало Учредительное собрание 16 сентября 1920 года. Аналогичные земельные реформы были проведены в Эстонии (с 24 сентября 1920 года), Литве (29 марта 1922) и Польше (28 декабря 1925).

## Предыстория
В 1819 году царский указ освободил крестьян Лифляндской губернии от крепостной зависимости, но без выделения земли. Пытаясь сгладить противоречия между зажиточным немецким меньшинством и местными безземельными батраками из числа латышей, правительство царской России пошло на ряд изменений. Аграрная реформа в Лифляндии (1849) отменила барщину и выделила лично свободным крестьянам до 80 % пахотной земли региона, но без лесов. Однако к началу XX века немцы по-прежнему владели почти всеми лесами Прибалтики и значительной долей пахотных земель. К примеру, в 1913 году немецкие дворяне по-прежнему владели 48,1 % пахотной земли в пределах современной Латвии. Поэтому аграрный вопрос оставался одной из самых насущных задач молодого латвийского государства.

## Законодательство
16 сентября 1920 года Учредительное собрание Латвии приняло первую часть закона «О земельной реформе». Она предусматривала создание Государственного земельного фонда и национализацию крупных поместий с целью изменения экономической и социальной структуры государства. Без компенсаций были национализированы 1479 поместий, 171 поместье священников, 294 мелких поместья (pusmuiža), 202 сельских хозяйств, 546 отдельных земельных участков, 5865 частных усадеб общей площадью 3 396 815 гектаров. Прежним владельцам было оставлено по 50 га неотчуждаемой земли, которую было запрещено продавать, дарить, объединять, закладывать, отягощать без разрешения правительства.
Остальные три части закона были приняты позднее:
- 2 часть «Об использовании Государственного земельного фонда» — 21 декабря 1920 года;
- 3 часть «Об укреплении Земельной реформы» — 3 мая 1922 года;
- 4 часть «О землеустроительных комитетах» — 17 сентября 1920 года.

Претенденты на получение земли были поделены на 5 категорий:
1. безземельные крестьяне местной волости — кавалеры Ордена Лачплесиса, члены семьи павших солдат Латвийской армии и инвалиды войны;
2. крестьяне других волостей — солдаты Латвийской армии со стажем службы минимум полгода, участники борьбы за освобождение, участники или инвалиды латышских стрелковых батальонов;
3. все прочие безземельные крестьяне местной волости;
4. крестьяне других волостей, имеющие собственный инвентарь для хозяйственной деятельности;
5. прочие желающие без инвентаря.

Вне категорий земля выделялась правительственным, муниципальным, общественным учреждениям, для социального благоустройства и культурных нужд. Автоматически также выделялась земля для прирезков наделов местных малоземельных крестьян, устройства нового хозяйства на месте существующей, арендаторам, долгое время использовавшим какой-то надел.
Инвалиды войны получали землю бесплатно, прочим надо было платить от 10 до 29 латов за гектар.

## Ход реформы
До Земельной реформы помещикам принадлежало 55 % частных земель. Число остзейских немцев по первой переписи 1920 года составляло 58 097 человек (3,5 % населения страны). Национализированные у них 3,4 млн га земли составляли почти половину от общей площади сельскохозяйственных земель Латвии того периода.
Реформу начали осуществлять в 1920 году и закончили в 1937-м, в результате чего землю получили 55964 новых собственника, создавшие 54 тысячи 128 новых хозяйств. В их распоряжении оказалось только 928 757 га из национализированных более чем 3 млн. Половина хозяйств не превышала 22 га, а крупные хозяйства площадью свыше 500 га были ликвидированы. 31,6 % всех хозяйств были средние и выше среднего, они обрабатывали 64,5 % всей земли. Хозяйств площадью свыше 50 га было немного: в их распоряжении оказалось 23,2 % земли. Не подлежали национализации отделённые от поместий участки земли, если их приобрели граждане Латвии до 23 апреля 1915 года.
Уже принимая первую часть закона, в Государственный земельный фонд зачислили и национализировали все находившиеся в границах Латвийской Республики поместья со зданиями, землёй и инвентарём. Прежних владельцев оставили как управляющих чужим имуществом без полномочий до момента, пока его переймёт Министерство земледелия. Все договоры о покупке или отчуждении земли, залоги и отягощения, долговые обязательства были объявлены не имеющими силы до утверждения латвийским правительством. Финансовую часть реформы обеспечивал Государственный земельный банк, созданный в 1922 году.
В 1924 году Латвийский сейм постановил, что бывшие владельцы не получат никакой компенсации от государства (в отличие от этого, в Эстонии в 1926 году новая редакция закона установила компенсацию бывшим владельцам в размере 3 % от рыночной стоимости пахотной земли и никакой компенсации за лесные угодья). Это стало ощутимым ударом для немецкого дворянства: хотя семье и позволялось сохранить 50 га земли для личного пользования, но этого было недостаточно для жизни на широкую ногу в огромных особняках дворцового типа, к которой привыкли немецкие дворяне. Подобные реорганизации произошли после Первой мировой войны в нескольких европейских странах, но реформы в Эстонии и в Латвии были самыми радикальными, поскольку там немецкие меньшинства владели половиной всех пригодных к обработке земель, что шло вразрез с этнократической политикой новых независимых государств.
В 1929 году Сейм дополнительно постановил, что местные немцы — члены Прибалтийского ландесвера (численностью 3,1 тыс. чел.), которые пытались сохранить прогерманский режим на территории Латвии, также не имеют права получить компенсацию за переданные латышам земли.

## Особенности реформы в Латгалии
Русские крестьяне Латгалии по доле трудоспособного населения опережали латышей, однако земли им досталось меньше: на 80 % всех земельных собственников-латышей пришлось 88 % угодий, а 11 % собственников-русских получили 6 % угодий.